# دومينيك ستوري
دومينيك ستوري (بالإنجليزية: Dominic Storey)‏ هو سائق سباق نيوزيلندي، ولد في 15 أكتوبر 1989.

## روابط خارجية
- دومينيك ستوري على موقع DriverDB.com (الإنجليزية)